# Fuga

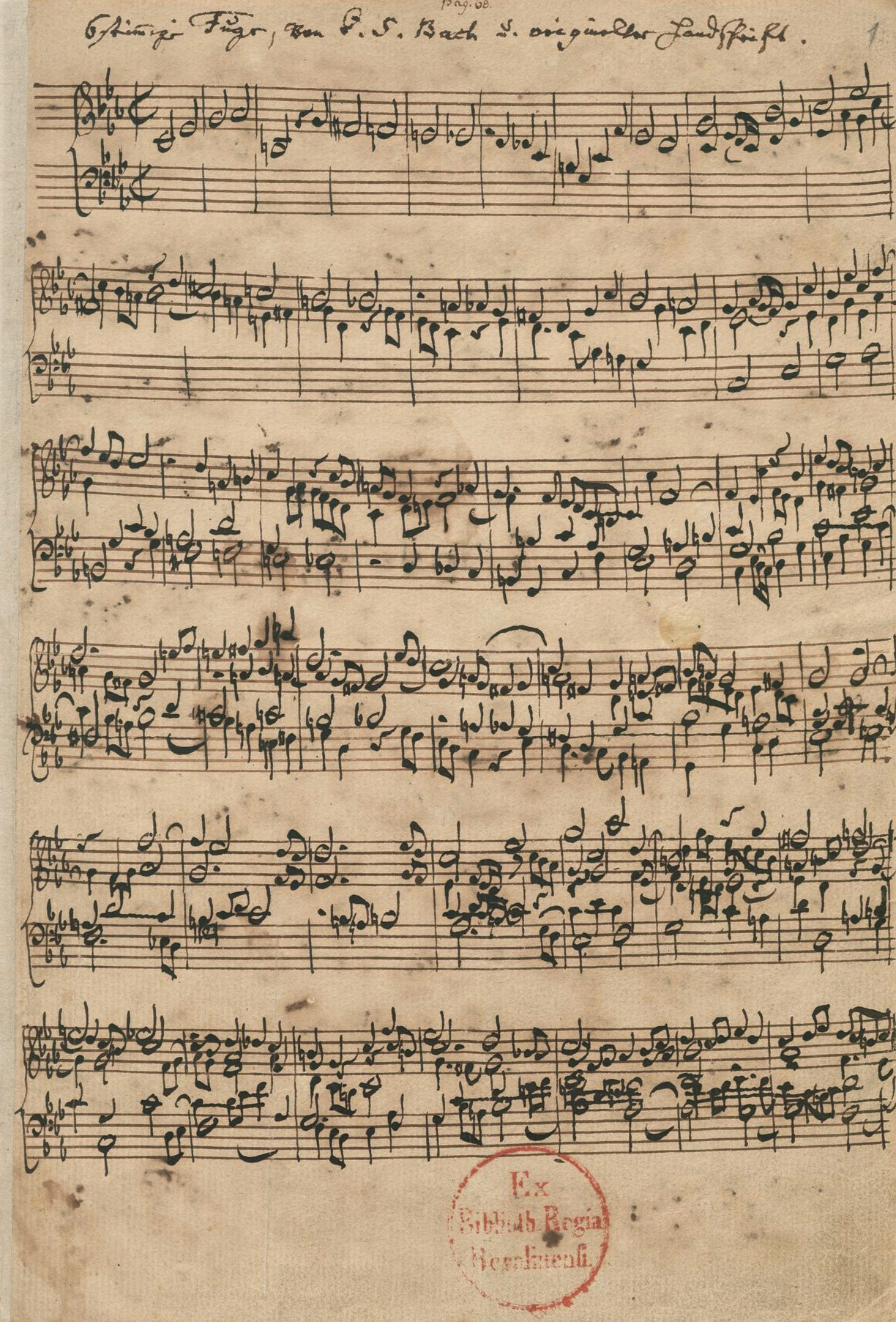
Fuga a seis vozes da obra Oferenda Musical, manuscrito de Johann Sebastian Bach.

Fuga em música, é um estilo de composição contrapontista, polifônica e imitativa, de um tema principal, com sua origem na música barroca. Na composição musical o tema é repetido por outras vozes que entram sucessivamente e continuam de maneira entrelaçada. Começa com um tema, declarado por uma das vozes isoladamente. Uma segunda voz entra, então, "cantando" o mesmo tema mas transposto na dominante, enquanto a primeira voz continua desenvolvendo com um acompanhamento contrapontista. As vozes restantes entram, uma a uma, cada uma iniciando com o mesmo tema. O restante da fuga desenvolve o material posterior utilizando todas as vozes e, usualmente, múltiplas declarações do tema.
Estas técnicas estilísticas todas, típicas de várias peças de J. S. Bach, das suas invenções, das aberturas, nas partitas, tocatas, e especialmente usada nas fugas, deram-se origem primeiramente na forma musical chamada de cânone, mas que Bach elabora  mais ainda, explorando a fuga com a forma de variações sobre o tema, variando o tom, o ritmo e especialmente a voz, com uso de imitação, assim como com uso de tema retrógrado, de inversão do tema, ou espelhando-o, modulando-o, expandindo-o, sintetizando-o, ou transpondo-o,  enfim, utilizando ao máximo exaustivo das demais técnicas da forma de tema e variação na fuga, que, como o próprio nome já indica, constitui-se como se cada voz ou parte estivesse fugindo uma da outra, enquanto conduz o tema ou um de seus contrapontos (cada voz perseguindo todas as pequenas partes do tema espalhados pela música), com cada uma de suas diversas variações.
A fuga evoluiu durante o século XVIII, a partir de várias composições contrapontísticas: ricercares, caprichos, canzonas, fantasias. Compositores do barroco intermediário e final, tais como Dieterich Buxtehude (1637–1707) e Johann Pachelbel (1653–1706) fizeram grandes contribuições para o desenvolvimento da fuga e o gênero atingiu o ápice de sua maturidade nas obras de Johann Sebastian Bach (1685-1750). Com o declínio de estilos sofisticados do contraponto no fim do Período Barroco, a popularidade da fuga como um estilo de composição enfraqueceu-se, eventualmente abrindo o caminho para a forma-sonata. Contudo, compositores de 1750 até o dia de hoje continuam a escrever e estudar a fuga com vários propósitos; elas aparecem no trabalhos de Wolfgang Amadeus Mozart na dupla fuga barroca, que já fora usada antes por Bach e Haendel (ie. no "Kyrie Eleison" do Réquiem em Ré menor-1791), e Beethoven (i.e. no fim do "Credo" da Missa Solemnis-1822), e muitos outro compositores como,  Anton Reicha (1770–1836), Dmitri Shostakovich (1906–1975) escreveram ciclos completos de fugas. Felix Mendelssohn (1809–1847) também foi um compositor prolífico de fugas que mantêm um forte vínculo com o estilo de Bach e ainda assim soam novas e originais. As fugas de Mozart também são tão, ou mesmo mais, aderentes ao estilo barroco quanto as de Mendelssohn.
A palavra fuga vem do latim fugare (perseguir) e fugere (fugir). As variações incluem: fughetta (uma pequena fuga) e fugato, uma obra ou seção parecendo uma fuga sem, necessariamente, aderir às regras de formação de uma fuga. A forma adjetiva de fuga é fugal.

## Características e anatomia

### Número de vozes
Geralmente o número de vozes é de quatro, sendo comum que varie de três a cinco vozes, mas oito ou mesmo dez vozes são possíveis em grandes fugas orquestrais ou corais. Fugas com menos de três vozes são raras porque permitem pouca variação já que, com duas vozes, o sujeito pode saltar apenas indo e voltando entre as vozes superior e inferior. O exemplo mais conhecido de fuga a duas vozes é o da fuga em mi menor do livro I de O Cravo Bem Temperado de Johann Sebastian Bach. Trabalhos em duas partes que são escritas em modo fugal são comumente chamadas de Invenções.
No contexto da fuga, usa-se o termo parte, com frequência, como sinônimo de voz. O uso do termo "voz" não significa que a fuga em questão foi composta para vocal ao invés de instrumentos musicais.

### Esboço musical
O início de uma fuga tende a ser escrito para definir regras, embora nos trechos que se seguem, o compositor usufrua consideravelmente de maior liberdade.
Uma fuga começa com a exposição do sujeito por uma das vozes na tônica. Depois que o sujeito é exposto, uma segunda voz, responde com o mesmo tema como sujeito, mas tocado na dominante, embora a tônica ou a subdominante (ver a Tocata e Fuga em Ré menor, BWV 565) também sejam ocasionalmente utilizadas. Uma resposta pode ser classificada como tonal ou real. Numa resposta tonal, alguns dos intervalos podem ser alterados para manter a resposta na mesma tonalidade. Numa resposta  real, o sujeito é literalmente transposto para outra tonalidade. Como a resposta é passada para cada voz, a voz anterior, algumas vezes, acompanha o sujeito com o contra-sujeito. É hábito para a exposição alternar como segue, os sujeitos (S) com as respostas (R): SRSR. Mas, em algumas fugas, a ordem é alterada , por exemplo, a forma SRRS da primeira fuga do Cravo Bem Temperado de Bach. A exposição da fuga termina  quando todas as vozes declararam ou responderam ao sujeito.
Uma fuga raramente para depois de sua exposição inicial, continuando, frequentemente, por um ou mais episódios de desenvolvimento. O material dos episódios usualmente se baseia em algum elemento da exposição, por exemplo: um motivo melódico pode ser tomado e repetido sequencialmente. Podem existir, também, entradas intermediárias, que são entradas do sujeito frequentemente variadas de alguma maneira, na fuga, em algumas vozes (não todas). Frequentemente elas são criadas em tonalidades diferentes da tônica ou dominante ou em modo diferente (menor, em vez de maior, e vice-versa).
Os episódios também podem variar o sujeito fazendo uma inversão (virando-o de cabeça para baixo), retroagindo (de trás para frente), diminuição (com valores mais curtos para as notas) ou aumentação (com valores mais longos; o sujeito em aumentação, entrando no baixo, é comum ao final das fugas). Algumas vezes as vozes aparecem em stretto com uma voz entrando com o sujeito antes que a última voz termine a sua entrada. Há também entradas falsas, que iniciam o sujeito da fuga mas não o levam até o final. Algumas vezes, chama-se de motivo de topo (head motif) ao sujeito iniciando isoladamente.
Os episódios podem ser espalhados com exposições repetidas, nas quais todas as vozes cantam o sujeito e dão respostas, como no início da fuga, embora isso também possa ser variado como, por exemplo, com as vozes entrando em ordem diferente.
Vários recursos podem ser utilizados para criar a conclusão de uma fuga. Um fuga pode terminar com uma recapitulação, na qual as entradas do sujeito são repetidas da mesma maneira em que foram introduzidas no início. Entradas em stretto do sujeito são encontradas, frequentemente, próximas ao final, usualmente no ponto em que a fuga atinge o clímax da tensão. A seção final, normalmente inclui um ponto pedal ou na dominante ou na tônica. No próprio final da fuga pode haver uma seção de coda que segue uma cadência no acorde de tônica.

### Marcação das entradas
A construção de uma fuga baseia-se em se tirar vantagem dos recursos contrapontísticos, conforme J. S. Bach os chamava – os lugares em que a entrada de um tema ou sujeito poderiam ocorrer. Então, cada tema da fuga contém uma estrutura que define onde e em que intervalos o tema pode começar numa outra voz. Bach era suficientemente perito para saber precisamente que entradas podiam ocorrer por escutar simplesmente a primeira execução do tema. Uma fuga está em stretto em qualquer declaração do sujeito, se uma resposta começa antes do sujeito ser declarado completamente.

### Fuga dupla (tripla, quádrupla)
Uma fuga dupla tem dois sujeitos que muitas vezes são desenvolvidos simultaneamente. Algumas vezes o segundo sujeito é apresentado como o contra-sujeito do primeiro enquanto que em outras ocasiões tem sua própria exposição. Neste último caso, a obra tem a seguinte estrutura: fuga com o sujeito A; fuga com o sujeito B; combinação dos sujeitos A e B. Em uns poucos casos, o segundo (terceiro etc.) sujeitos podem ter suas apresentações  entrelaçadas no desenvolvimento (ver a Fuga em Dó sustenido menor do Livro I do Cravo Bem Temperado de Bach, uma fuga tripla). Exemplos de fugas duplas podem ser encontrados em Fuga em Lá maior do Livro I do Cravo Bem Temperado e Fuga em Sol sustenido menor do Livro II do Cravo Bem Temperado (ligações externas para filmes Shockwave). A fuga que acompanha a bem conhecida Tocata em Ré menor de Bach é uma fuga dupla.
Embora fugas triplas não sejam raras, por exemplo, Fuga em Dó sustenido menor do Livro I do Cravo Bem Temperado e Fuga em Fá sustenido menor do Livro II do Cravo Bem Temperado, fugas quádruplas são raras. As páginas do Contrapunctus XIV de A Arte da Fuga de Bach registram uma fuga tripla que, sem dúvida, fora concebida como quádrupla. Outros exemplos de fugas quádruplas são: Fuga IV (a quattro soggetti) da Fantasia Contrappuntistica de Ferruccio Busoni' e a fuga quádrupla de Opus Clavicembalisticum de Kaikhosru Shapurji Sorabji.

### Fuga simétrica
Também chamada de contra-fuga, um par de fugas simétricas (mirror) consistindo da existência de um rectus e de um inversus e desenvolve um sujeito e sua inversão melódica. Quando o sujeito ascende, o inverso descende e vice versa. As entradas das vozes também são espelhadas: quando uma voz entra primeiro no rectus ela é a última a entrar no inversus; quando uma voz soprano começa um sujeito, ou contra-sujeito, no rectus, a voz do baixo começa o mesmo material no inversus. Também são espelhadas as funções tonais: os tons da tônica são substituídos pelos tons da subdominante; quando o rectus modula para a mediante, o inversus modula para a submediante etc. Seqüências e cadências também são espelhadas do mesmo modo.

### Permutação
Uma técnica de fuga comum é a permutação, onde sujeitos e contra-sujeitos podem ser rearranjados em várias ordens de modo que todos os seus sem-número de arrumações verticais possam ser explorados enquanto se mantém as práticas de bom contraponto e condução das vozes. Esta técnica é eficiente, mas é difícil porque certos intervalos devem ser evitados tais como a quarta voz, entre o baixo e o contralto, de uma fuga a três vozes, criando uma segunda inversão harmônica, não cadencial. Uma fuga permutação com um sujeito e dois contra-sujeitos, chamados, respectivamente, de A, B e C, declarará todos os sujeitos em cada uma das vozes. Ao final da fuga, cada permutação desses sujeitos terá sido explorada de modo que (se a primeira letra representa a voz soprano, a segunda, o contralto e a terceira o baixo), o compositor terá apresentado as permutações ABC, ACB, BAC, BCA, CAB, CBA , embora não necessariamente nesta ordem e frequentemente interrompidas pelo material episódico. Como um exmplo clássico de fuga permutação, ver a Fuga Nº 2, em Dó, do Cravo Bem Temperado. Bach utilizou muito a fuga permutação no início de sua carreira pela economia e elegância por ela representadas, mas, mais tarde, praticamente abandonou a forma.

## É a fuga uma forma musical?
Uma opinião muito difundida sobre a fuga, é que ela é, antes, uma técnica de composição e não uma forma musical, no mesmo sentido, digamos, por exemplo, que o é a forma sonata. Donald Tovey escreveu que "a fuga não é tanto uma forma musical como uma textura musical", que pode ser inserida em qualquer lugar junto com uma técnica reconhecível e distinta, com frequência, para introduzir uma intensificação do desenvolvimento musical.
Por outro lado, os compositores quase nunca escrevem música de modo puramente cumulativo e usualmente uma obra tem algum tipo de organização formal, ou seja, o roteiro grosseiro escrito anteriormente envolvendo a exposição, a sequência de episódios e a coda concludente. Quando os especialistas afirmam que a fuga não é uma forma musical, eles estão querendo dizer que não há um único roteiro formal ao qual todas as fugas devam se enquadrar de maneira confiável.
Ratz argumenta que a organização formal de uma fuga envolve não somente a arrumação de seus tema e episódios mas, também, sua estrutura harmônica. Em especial, a exposição e a coda tendem a enfatizar a tônica, enquanto que os episódios usualmente exploram tonalidades mais distantes. Entretanto, deve ser notado que enquanto certas tonalidades relacionadas são mais exploradas no desenvolvimento de uma fuga, a estrutura  geral de uma fuga não limita sua estrutura harmônica tanto quanto Ratz gostaria de nos fazer acreditar. Por exemplo, uma fuga pode nem mesmo explorar a dominante, uma das tonalidades mais proximamente relacionadas com a tônica. A fuga em Si bemol do Cravo Bem Temperado, de Bach, explora o relativo menor, a supertônica e a subdominante. Isto difere de formas tardias, como a sonata, que definem claramente que tonalidades devem ser exploradas (tipicamente a tônica e a dominante numa forma ABA).
Fugas também não estão limitadas ao modo como a exposição deve ser estruturada, o número de exposições nas tonalidades relacionadas ou o número de episódios (se algum). Portanto, a fuga pode ser considerada uma prática composicional antes que uma forma composicional, semelhante à invenção. A fuga, como a invenção e a sinfonia, emprega um sujeito melódico básico e tece a partir dele material melódico adicional para criar uma peça inteira. Realmente, a técnica fugal é apenas um modo de se criar obras num estilo contrapontístico específico.

## História
O termo fuga tem sido usado desde a Idade Média, mas, inicialmente, se referia a qualquer espécie de contraponto imitativo, incluindo os cânones, que hoje são diferenciados das fugas. Foi apenas no século XVI que a técnica fugal como é entendida hoje começou a ser vista em peças musicais tanto instrumentais como vocais. Escritos em forma fugal são encontrados em fantasias, ricercares e canzonas.
A fuga se originou da técnica de imitação em que o mesmo material musical era repetido começando numa nota diferente. Originalmente esta técnica era para auxiliar a improvisação, mas, por volta dos anos 1550, era considerada uma técnica de composição. O compositor renascentista Giovanni Pierluigi da Palestrina (1525?-1594), escreveu missas usando contraponto modal e imitação e a escrita fugal também se tornou a base para a escrita de motetos. Os motetos imitativos de Palestrina diferiam das fugas, no sentido de que cada frase do texto tinha um sujeito diferente que era introduzido e trabalhado separadamente enquanto que a fuga continua a trabalhar o(s) mesmo(s) sujeito(s) ao longo de toda a peça.

### Período barroco
Foi no período barroco que a escrita de fugas se tornou uma atividade de composição importante, em parte como uma evidência da competência composicional. Fugas foram incorporadas a uma variedade de formas musicais. Jan Pieterszoon Sweelinck, Girolamo Frescobaldi, Johann Jakob Froberger e Dieterich Buxtehude, todos escreveram fugas e George Frideric Handel as incluiu em muitos de seus oratórios. Suítes para teclado deste período usualmente concluíam com uma giga em forma de fuga. A abertura francesa tinha uma rápida seção em forma de fuga depois de uma introdução lenta. O segundo movimento de uma sonata da chiesa, conforme escritas por Arcangelo Corelli e outros, era usualmente em forma fugal.
O período barroco também viveu a ascensão da teoria musical. O texto mais influente nessa área foi publicado por Johann Joseph Fux (1660-1741), seu Gradus Ad Parnassum ("Passos em direção ao Parnaso"), que apareceu em 1725.  Este trabalho descartou a aplicação do termo espécie de contraponto para a fuga e propôs uma série de exercícios para se aprender a escrever uma fuga. O trabalho de Fux foi largamente baseado na prática de Palestrina das fugas modais. Sua influência se estendeu até o século XIX. Joseph Haydn, por exemplo, ensinava contraponto usando seu resumo pessoal do trabalho de Fux e o considerava a base para a estrutura formal.
Johann Sebastian Bach (1685-1750) é geralmente considerado o maior compositor de fugas. Ele freqüentava concursos em que recebia um sujeito com o qual deveria improvisar espontaneamente uma fuga  ao órgão ou ao cravo. Esta forma musical também é aparente nas peças de câmara que ele compôs em Weimar. O famoso concerto para dois violinos em Ré menor, BWV 1043, embora não contrapontístico em sua inteireza, tem uma seção de abertura na forma de fuga no seu primeiro movimento.
As mais famosas fugas de Bach podem ser encontradas no Cravo Bem Temperado, na Arte da Fuga e suas fugas para órgão, geralmente precedidas por um prelúdio ou tocata. A Arte da Fuga é uma coleção de fugas (e quatro cânones) sobre um único tema que é gradualmente transformado à medida que o ciclo progride. O Cravo bem Temperado compreende dois volumes escritos em épocas diferentes, cada um contendo 24 pares de prelúdios e fugas, um par para cada tonalidade maior e menor. Bach também escreveu pequenas fugas e incorporou a escrita em forma fugal em muitas de suas obras que não eram fugas em si mesmas.
Embora J.S. Bach, em vida, não fosse muito conhecido como compositor, sua influência se estendeu para o futuro por causa de seu filho, Carl Philipp Emanuel Bach e através do teórico Friedrich Wilhelm Marpurg (1718-1795), cujo Abhandlung von der Fuge ("Tratado sobre fuga", 1753) se baseou grandemente na obra de J.S. Bach.

### Era clássica
Durante a era Clássica, a fuga deixou de ser a maneira natural, ou principal, de composição. Não obstante, os três maiores compositores do período, Haydn, Mozart e Beethoven viveram ocasiões de suas  vidas em que "redescobriram" a forma fugal e a utilizaram com frequência em sua obra.
As mais famosas fugas de Haydn se encontram em seus quartetos Sol, Op. 20, de 1772, três dos quais terminam em forma de fuga. Mais tarde, Haydn repetiu esta prática apenas uma única vez na sua carreira como compositor de quartetos, no finale do quarteto Op. 50, n.º 4 (1787). Entretanto, alguns dos exemplos mais antigos do uso do contraponto por Haydn estão em três de suas sinfonias: as sinfonias n.º 3, n.º 13 e n.º 40, que datam de 1762-1763. Cada uma dessas sinfonias possui um final plenamente desenvolvido em forma de fuga. Sua única outra sinfonia composta com um final semelhante, foi a de n.º 70, de 1779. As fugas mais antigas, tanto nas sinfonias como nos trios com baryton revelam a influência do Gradus ad Parnassum, de Joseph Fux, que Haydn estudou detalhadamente. O segundo período fugal da carreira de Haydn, ocorreu depois que ele escutou e foi grandemente influenciado pelos oratórios de Händel, durante suas visitas a Londres (1791-1793, 1794-1795). Haydn estudou a fundo as técnicas de Händel e as incorporou a seus próprios oratórios da fase madura: A Criação e As Estações e em várias de suas últimas sinfonias, incluindo as de n.º 88, n.º 95, e n.º 101. O uso do contraponto por Haydn, nessa fase final de sua carreira, limitou-se primariamente ao uso de seções de fugato ao invés de formas fugais plenamente desenvolvidas.
Quando jovem, Mozart estudou contraponto com o Padre Martini em Bologna. Entretanto, o maior incentivador de Mozart para a escrita fugal, foi o barão Gottfried van Swieten, por volta de 1782. Van Swieten, durante o período que serviu como diplomata em Berlim, teve a oportunidade de colecionar tantos manuscritos de Bach e Händel quanto lhe foi possível e convidou Mozart a estudar sua coleção. Também o encorajou a transcrever várias dessas obras para outras combinações de instrumentos. Mozart, evidentemente, ficou fascinado com esses trabalhos e escreveu um conjunto de transcrições para trio de cordas das fugas do Cravo bem Temperado de Bach, introduzindo-as com prelúdios de sua própria autoria. Em seguida, Mozart começou a escrever suas próprias fugas no estilo barroco. Entre essas se incluem: a fuga do quarteto de cordas, K. 405 (1782) e uma fuga em Dó menor, K. 426, para dois pianos (1783). Mais tarde, Mozart incorporou a escrita fugal ao final de sua Sinfonia n.º 41 e de sua ópera A Flauta Mágica. As partes do Requiem que ele completou  também contêm várias fugas (mais especificamente o Kyrie e as três fugas no Domine Jesus; ele também deixou um esboço de fuga para um Amém que deveria vir no final do Sequentia).
Beethoven estava familiarizado desde a infância com a escrita fugal, já que um aspecto importante de seu treinamento como tecladista foi tocar O Cravo Bem Temperado. No início de sua carreira em Viena, ele atraiu a atenção devido sua interpretação dessas fugas. As primeiras sonatas de Beethoven contêm seções fugais e a escrita fugal pode ser encontrada no segundo e quarto movimentos da Sinfonia n.º 3, Heróica (1805). Apesar disso, as fugas só tiveram um papel importante na música de Beethoven no seu último período. A seção de desenvolvimento do último movimento de sua sonata Op. 101 (1816) e as fugas pesadas e dissonantes do final de sua Sonata Hammerklavier (1818) e do quarteto de cordas n.º 13, Op. 130 (1825), esta última tendo sido publicada separadamente como  a Grande Fuga, Op. 133. A última sonata para piano de Beethoven, a Op. 111 (1822) tem uma textura fugal desenvolvida através de seu primeiro movimento, escrito na forma sonata. Fugas também são encontradas na Missa Solene e na Nona Sinfonia.
Uma característica comum aos compositores clássicos é que eles, usualmente, não escreveram fugas como peças isoladas, mas como parte integrante de um trabalho maior, frequentemente inseridas na seção desenvolvimento de uma sonata forma ou como final de uma obra, conferindo-lhe uma resolução puramente homofônica. Esse, por exemplo, é o padrão encontrado na fuga final do coral Os Céus Relatam de A criação (1798), de Haydn, e a seção fugal, final, da sonata para piano Op. 110, de Beethoven.

### Era romântica
No início da era romântica, a escrita da fuga ficou sujeita às normas e aos estilos do barroco. Um manual dizia explicitamente que o modelo do contraponto era o estilo de J. S. Bach. O gosto do século XIX pelo academicismo – a sujeição de formas e normas a regras específicas – viu em Friedrich Wilhelm Marpurg e na fuga os temas apropriados. A escrita de fugas também continuou a ser uma parte importante da educação musical durante o século XIX, especialmente com a publicação da obra completa de J. S. Bach e Händel e com o reavivamento do interesse na música de Bach.
Exemplos de escrita na forma fugal, na era romântica, podem ser encontrados no último movimento da Sinfonia Fantástica de Hector Berlioz e em Os Mestres Cantores de Richard Wagner, em particular, na conclusão do segundo ato. O final da ópera Falstaff, de Giuseppe Verdi é uma fuga a dez vozes. Felix Mendelssohn foi obcecado pela escrita fugal que aparece com destaque na Sinfonia Escocesa, Sinfonia Italiana e na abertura As Hébridas.
Robert Schumann e Johannes Brahms também incluíram fugas em muitos de seus trabalhos. A parte final do quinteto de piano de Schumann é uma fuga dupla e seus números de opus 126, 72 e 60 são todos conjuntos de fugas para o piano, ( o op. 60 sobre o tema BACH). A recapitulação da Sonata em Si menor de Liszt é construída na forma de uma fuga a três partes. O movimento Quasi-Faust da Grande Sonate de Charles-Valentin Alkancontém uma fuga a oito vozes bizarra, mas musicalmente convincente. As Variações e Fuga Sobre um Tema de Händel, de Brahms, termina com uma fuga, assim como sua Sonata nº 1 para violoncelo. Já próximo ao final da era romântica, Richard Strauss incluiu uma fuga no seu poema sinfônico Assim Falou Zaratustra, representando a inteligência elevada da ciência. Sergei Rachmaninoff, embora compondo num suntuoso idioma pós-romântico era extremamente hábil com o contraponto (o que é bem evidente nas suas Vésperas); uma fuga bastante conhecida acontece na sua Sinfonia nº 2. Alexander Glazunov compôs para o piano um Prelúdio e Fuga em Ré menor muito difícil, seu Op. 62.

### Século XX
O compositor romântico tardio Max Reger, foi, entre seus contemporâneos, o que melhor se identificou com a fuga. Muitos de seus trabalhos para o órgão contêm ou são fugas. Duas de suas obras orquestrais mais executadas, as Variações Hiller e as Variações Mozart terminam com uma fuga orquestral em grande escala.
Alguns outros compositores do século XX fizeram uso extensivo da fuga. Béla Bartók abriu sua Música para Cordas, Percussão e Celesta  com uma fuga na qual a tríade, ao invés da quinta, era o principal intervalo. Ele também incluiu seções fugais nos movimentos finais de seu Quarteto de Cordas n.º 1, Quarteto de Cordas n.º 5, Concerto para Orquestra, Concerto para Piano e Orquestra nº 3. O segundo movimento da Sonata para Violino Solo também é uma fuga. O compositor tcheco Jaromir Weinberger estudou fuga com Max Reger e tinha um talento e uma facilidade incomuns para escrever na forma fugal. A fuga da Polca e Fuga de sua ópera "Schwanda, o Tocador de Gaita Esocesa" é um exemplo soberbo.
Igor Stravinsky também incorporou fugas às suas obras, incluindo a Sinfonia dos Salmos e o Concerto em Mi bemol (Dumbarton Oaks). O último movimento da famosa 'Sonata para Piano de Samuel Barber tem um tipo de fuga modernizada que em vez de obedecer à restrição do número de vozes, desenvolve o sujeito e o motivo de topo (head-motif) em várias circunstâncias contrapontísticas. Numa outra direção, o movimento em fuga tonal da quarta sinfonia de Charles Ives evoca a nostalgia pelos bons e tranqüilos "tempos antigos". A prática de escrever ciclos de fugas à maneira do Cravo Bem Temperado, de Bach, foi perpetuada por: Paul Hindemith no seu Ludus Tonalis; Kaikhosru Shapurji Sorabji em algumas de suas obras, incluindo o Opus clavicembalisticum; e Dmitri Shostakovich, nos seus 24 Prelúdios e Fugas, Opus 87, que, à semelhança do Cravo bem temperado contêm um prelúdio e uma fuga em cada tonalidade, embora a ordem de Shostakovich siga o círculo de quintas, enquanto que em Bach ela progredia cromaticamente. Benjamin Britten compôs uma fuga para orquestra em seu Guia da Orquestra para Jovens, em que o sujeito aparece uma vez em cada instrumento. Leonard Bernstein escreveu uma Cool Fugue em seu musical West Side Story e o compositor de comédias musicais Frank Loesser incluiu uma Fugue for Tinhorns no seu musical Guys and Dolls. O músico de Jazz, Alec Templeton escreveu uma fuga (imediatamente gravada por Benny Goodman): Bach vai à Cidade. Várias Bachianas Brasileiras de Heitor Villa Lobos têm fugas como um de seus movimentos. Ástor Piazzolla escreveu algumas fugas em seu estilo Nuevo Tango. György Ligeti escreveu uma Fuga para seu Requiem (1966), que é uma fuga em cinco partes, na qual cada parte (S,M,A,T,B) é, por sua vez dividida em quatro vozes que formam um cânone.
A escrita de fugas no século XX explorou muitas das direções apontadas pela Grande Fuga de Beethoven e o que veio a ser chamado de contraponto livre e contraponto dissonante. A técnica fugal, conforme descrita por Marpurg, se tornou parte da base teórica do dodecafonismo de Schoenberg.

## Estética e percepções
A fuga é uma das formas contrapontísticas mais complexas e, como tal, compositores talentosos a têm utilizado para expressar o profundo. A complexidade da fuga tem derrubado compositores menores que produziram apenas fugas banais. O filósofo Theodor Adorno, um talentoso pianista e intérprete da música de Beethoven expressou o senso de dificuldade e de falsa autenticidade da composição moderna da fuga ou de qualquer composição de fuga no contexto moderno como um anacronismo. O conservadorismo e apego histórico de Adorno não pode ser encontrado entre os compositores modernos de fugas, tais como David Diamond, Hindemith ou Shostakovich.  As fugas mais clássicas que apareceram depois de Beethoven são as de Félix Mendelssohn que, quando criança, impressionou Goethe e outros com seu domínio do contraponto mostrado ao improvisar ao piano.
Nas palavras do musicólogo austríaco Erwin Ratz (1951, p. 259), "a técnica fugal sobrecarrega significativamente a tarefa de dar forma às ideias musicais e só foi concedido aos maiores gênios tais como Bach e Beethoven dar vida a tal forma densa e fazê-la dar à luz os mais excelsos pensamentos".
Ao colocar as fugas de Bach entre as maiores obras contrapontísticas, Peter Kivy (1990) indica (p. 206) que "o contraponto, desde tempos imemoriais tem sido associado na mente dos músicos à profundidade e à seriedade" e argumenta que "parece haver alguma justificativa racional para eles pensarem assim". Devido à maneira em que a fuga é freqüentemente ensinada,  a forma pode ser encarada como árida e repleta de exercícios técnicos exaustivos. A expressão "fuga didática" é usada para uma forma bastante restrita de fuga que foi criada para facilitar o ensino. Os trabalhos do compositor austríaco Simon Sechter, que foi professor de Franz Schubert e de  Anton Bruckner, inclui vários milhares de fugas. No entanto. elas não se encontram no repertório padrão, não porque são fugas, mas devido às limitações de Sechter como músico.
Outros, como Alfred Mann, afirmam que a escrita de fugas, ao focar o proceso composicional, efetivamente melhora e disciplina o compositor quanto às ideias musicais. Isto se relaciona com a ideia de que as restrições acabam dando liberdade ao compositor por direcionar os seus esforços. Ele também aponta para o fato de que a escrita de uma fuga tem suas raízes na improvisação e foi, durante o barroco, praticada como uma arte improvisatória.
A fuga é percebida, então, não apenas por si mesma, mas em relação à ideia da fuga e o maior dos exemplos musicais desde a era barroca: uma ideia musical com uma história que inclui o seu uso na música litúrgica da cristandade; um recurso para ensinar composição; uma forma favorecida por um dos maiores, senão o maior compositor da música clássica europeia; e, como uma forma que pode ser encarada como eminentemente antiga-há uma variedade de expectativas que vêm à tona quando nos referimos a qualquer peça que leve o nome de fuga.